# Working Class Hero: A Tribute to John Lennon
Working Class Hero es un álbum grabado en 1995, como tributo al cantante de The Beatles, John Lennon. El nombre viene de la canción del mismo nombre, realizada por Lennon.

## Lista de canciones
1. "I Found Out" - Red Hot Chili Peppers
2. "I Don't Wanna Be A Soldier" - Mad Season
3. "Steel And Glass" - Candlebox
4. "Imagine" - Blues Traveler
5. "Working Class Hero" - Screaming Trees
6. "Power To The People" - The Minus 5
7. "How Do You Sleep?" - The Magnificent Bastards
8. "Nobody Told Me" - Flaming Lips
9. "Well, Well, Well" - Súper 8
10. "Cold Turkey" - Cheap Trick
11. "Jealous Guy" - Collective Soul
12. "Isolation" - Sponge
13. "Instant Karma!" - Toad The Wet Sprocket
14. "Grow Old With Me" - Mary Chapin Carpenter
15. "Mind Games" - George Clinton

- Datos: Q1767320